# علي أباد (تشناران)
علي أباد (بالفارسية: علی‌آباد) هي مستوطنة تقع في قسم بيزكي الريفي (مقاطعة تشناران) في إيران. يقدر عدد سكانها بـ 21 نسمة .